# Regierung von Oberbayern (Gebäude)
Das Gebäude der Regierung von Oberbayern in der Maximilianstraße in München beherbergt die Regierung von Oberbayern und das Luftamt Südbayern, die Luftfahrtbehörde für die Regierungsbezirke Oberbayern, Niederbayern und Schwaben.

## Architektur und Geschichte
Der repräsentative Bau mit seiner 180 Meter langen und bis zu 29 Meter hohen Terrakottafassade entstand 1856–1864 im Zuge der Anlage der Maximilianstraße durch den Architekten Friedrich Bürklein in dem für die Straße charakteristischen neugotischen, sogenannten Maximilianstil. Auftraggeber war König Maximilian II., welcher für die damalige Königlichen Kreisregierung von Oberbayern einen entsprechend repräsentativen Bau wünschte. Zuvor war die Behörde im Alten Landschaftsgebäude untergebracht. Die Grundsteinlegung fand am 28. November 1856, dem 45. Geburtstag des Königs, statt. 
1944 wurde das Gebäude durch Bombenangriffe weitgehend zerstört. Hinter der historischen denkmalgeschützten Fassade des Gebäudes wurde das Innere entkernt und mit neuen Grundrissen und veränderten Geschosshöhen wieder errichtet. Das zentrale spiralförmige  Treppenhaus des neuen Gebäudes steht nun seinerseits unter Denkmalschutz. Die Fenstergliederungen wurden entsprechend den neuen Geschosseinteilungen ebenfalls verändert und im Stil der 1950er Jahre vereinfacht da die neugotische stabwerkartige Vertikalteilung beim Wiederaufbau entfernt wurde. Bis 2008 wurde die Fassade wiederhergestellt, beschädigte Terrakottasteine wurden ausgetauscht.
Auf dem Dach befinden sich drei weibliche Statuen aus Bronze, welche, wie die Erasmus Graf von Deroy Statue vor dem Gebäude, 1864 von Johann von Halbig gefertigt wurden. Dabei handelt es sich von West nach Ost um Fides (Treue), Justitia (Gerechtigkeit) und Sapientia (Weisheit). Im Jahr 1897 wurden die Figuren repariert und erneuert, dabei entstand für Justitia eine völlige Neuschaffung. Der Bildhauer Ludwig Gamp modellierte sie und der Kupferschmied Hygien Kiene trieb die Figur aus Kupferblechen in ihre Form. 
An den Türmen befinden sich schon seit dem 19. Jahrhundert Wappenschilde von 23 oberbayerischen Städten und der oberpfälzischen Stadt Bruck (Bruck war im 14. Jahrhundert oberbayerisches Lehen), die in Dreiergruppen angeordnet sind. Das ursprüngliche Dachauer Stadtwappen bestand nur aus einem Sporn, der auch im heutigen Wappen als eines von drei Elementen geblieben ist. Das frühere Berchtesgadener Wappen, das auch am Ostturm des Regierungsgebäudes abgebildet ist, zeigte den heiligen Andreas. Das frühere Wappen von Garmisch zeigte den heiligen Martin.
Im Inneren des neuen Gebäudes befinden sich in der 3. und 6. Etage Wandkunstwerke von Blasius Spreng.

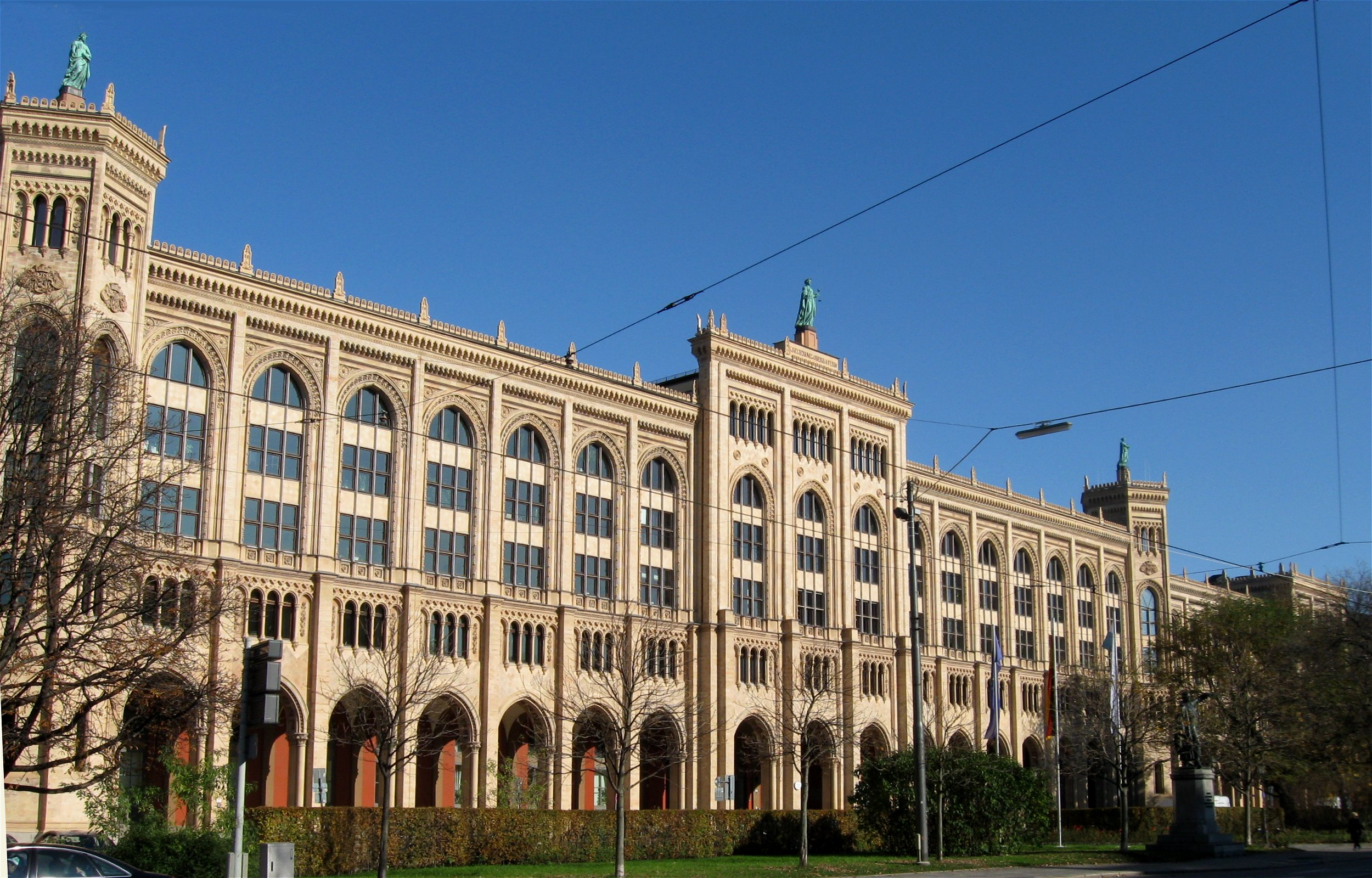
Regierung von Oberbayern
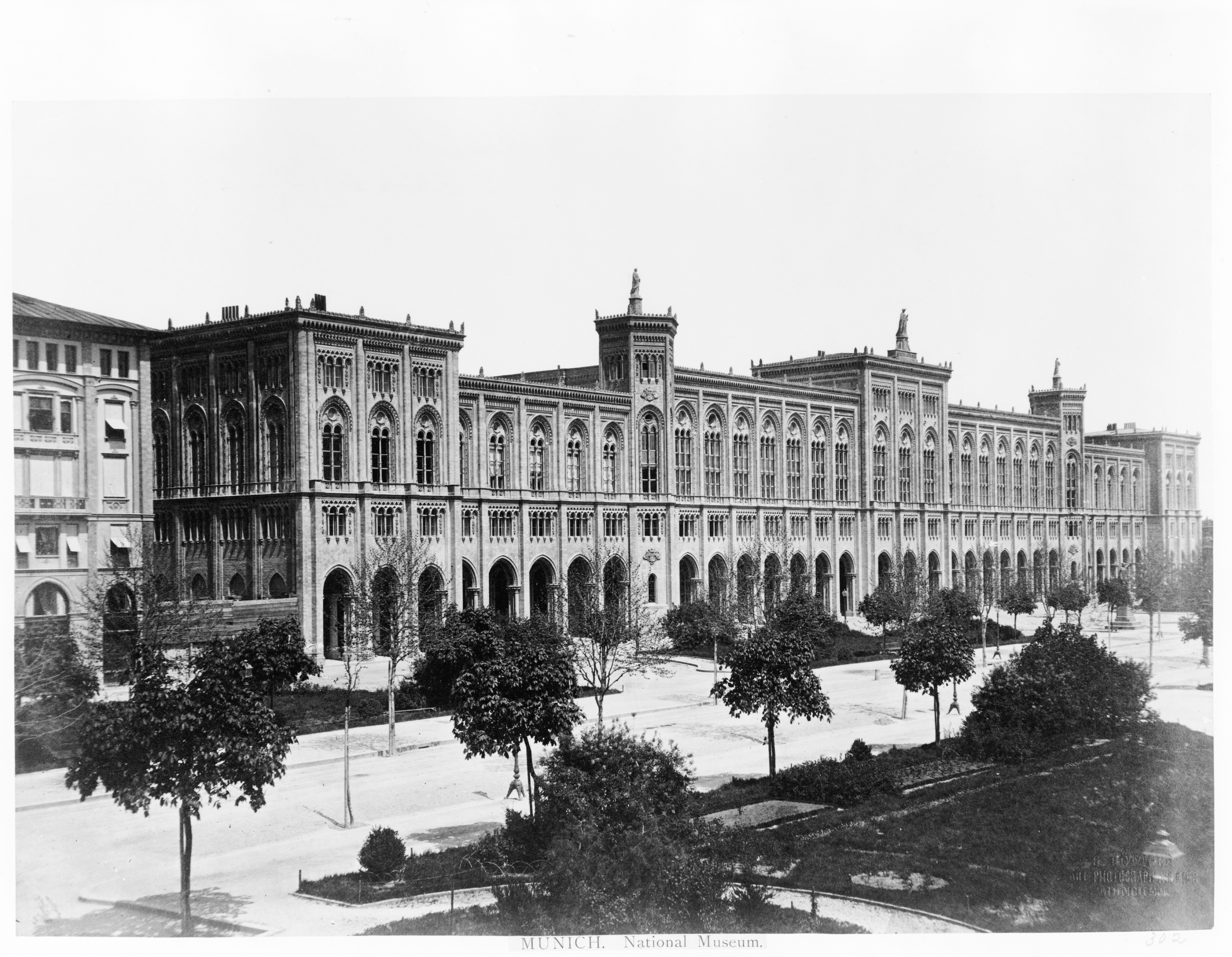
Ursprünglicher Gebäudezustand im 19. Jahrhundert
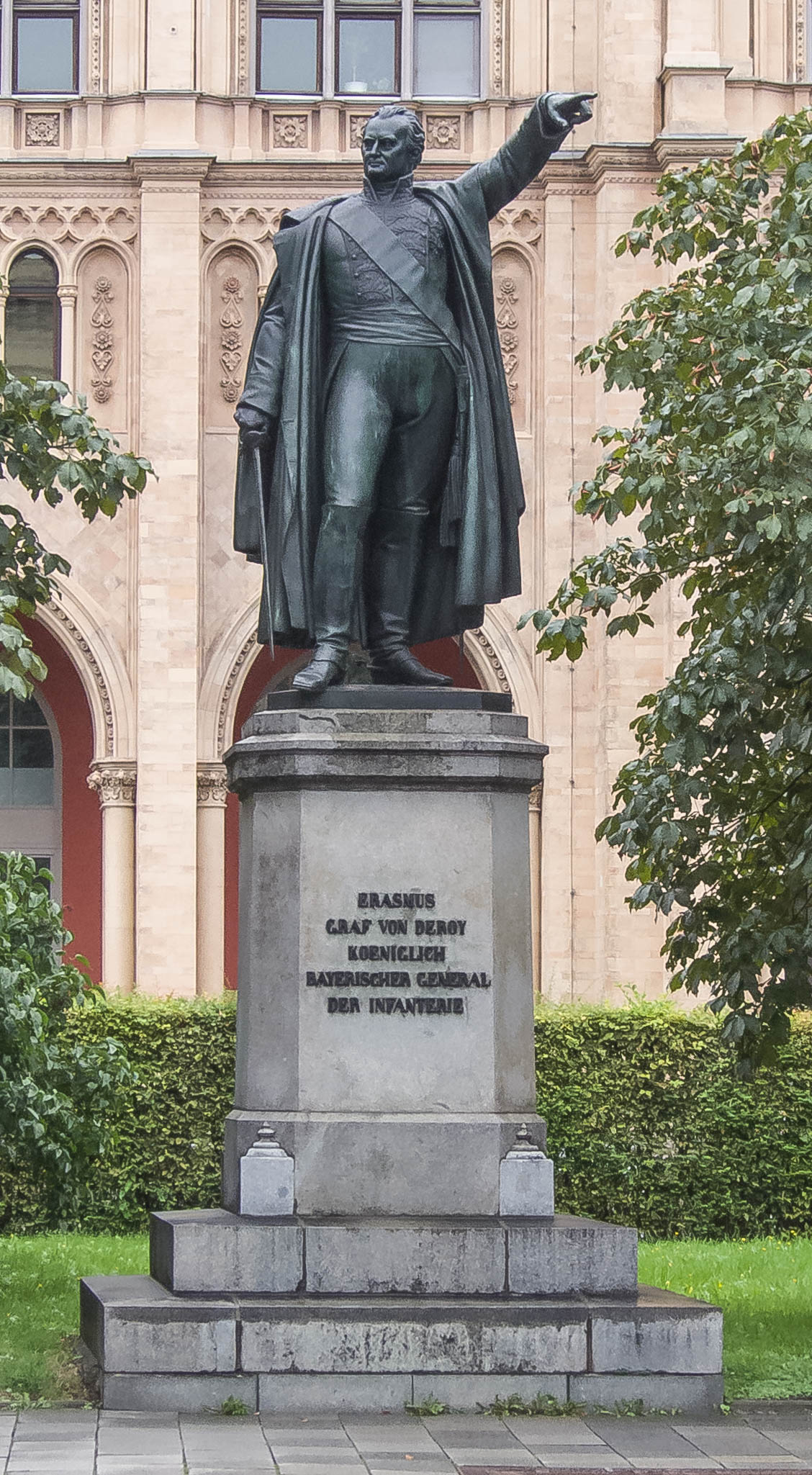
Denkmal Erasmus Graf von Deroy von Johann Halbig vor dem Regierungsgebäude
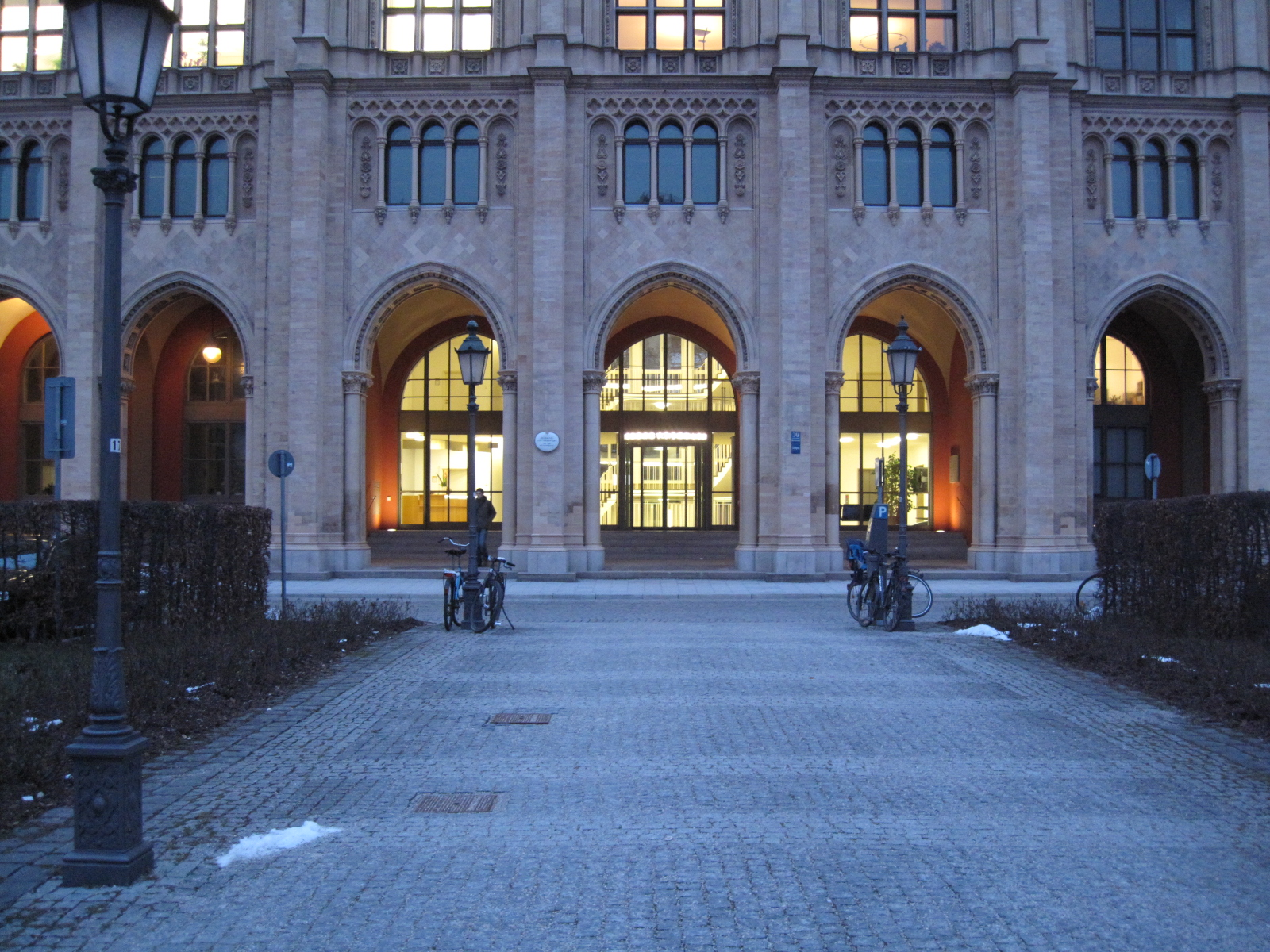
Eingangsbereich
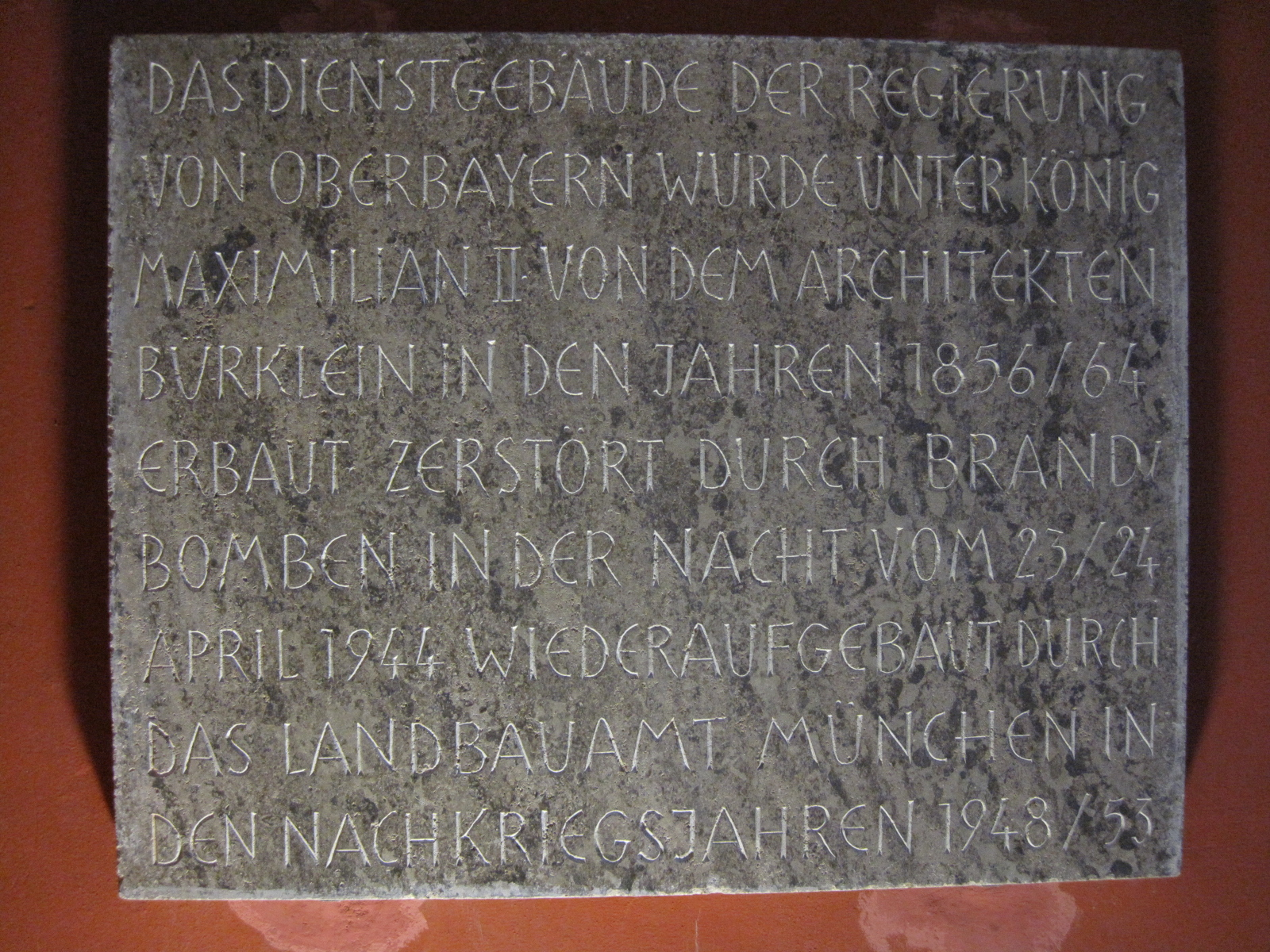
Inschrift beim Eingang